# Courchevel (commune)
Pour les articles homonymes, voir Courchevel (homonymie).
Courchevel est une commune française située dans le département de la Savoie en région Auvergne-Rhône-Alpes.
La commune est née du regroupement des deux communes de Saint-Bon-Tarentaise et La Perrière. Les conseils municipaux des deux communes adoptent le projet, celui de La Perrière le 23 juin 2016, et celui de Saint-Bon-Tarentaise, à l’unanimité, le 27 juin suivant. 
La commune est officiellement créée par l'arrêté préfectoral du 8 août 2016 qui entre en vigueur le 1er janvier 2017.

## Géographie

### Situation
La commune est située dans la vallée de la Tarentaise, dans la partie orientale et montagneuse du département de la Savoie, dans les Alpes du Nord. Le territoire de la commune se trouve sur la rive gauche du Doron de Bozel.

### Communes limitrophes
Le territoire de Courchevel est limitrophe de ceux de six autres communes :
| Brides-les-Bains | Montagny Bozel | Planay               |
|                  | Courchevel     |                      |
| Les Allues       |                | Pralognan-la-Vanoise |

## Urbanisme

### Typologie
Au 1er janvier 2024, Courchevel est catégorisée commune rurale à habitat dispersé, selon la nouvelle grille communale de densité à sept niveaux définie par l'Insee en 2022.
Elle est située hors unité urbaine et hors attraction des villes,.

## Toponymie
Le nom fait référence à la station de sports d'hiver de Courchevel située sur l'ancienne commune de Saint-Bon-Tarentaise.

## Histoire
Il convient de se reporter aux articles consacrés aux anciennes communes fusionnées.
Au 1er janvier 2021, les deux communes déléguées sont supprimées à la suite d'une délibération du 19 août 2020 du conseil municipal.

## Politique et administration

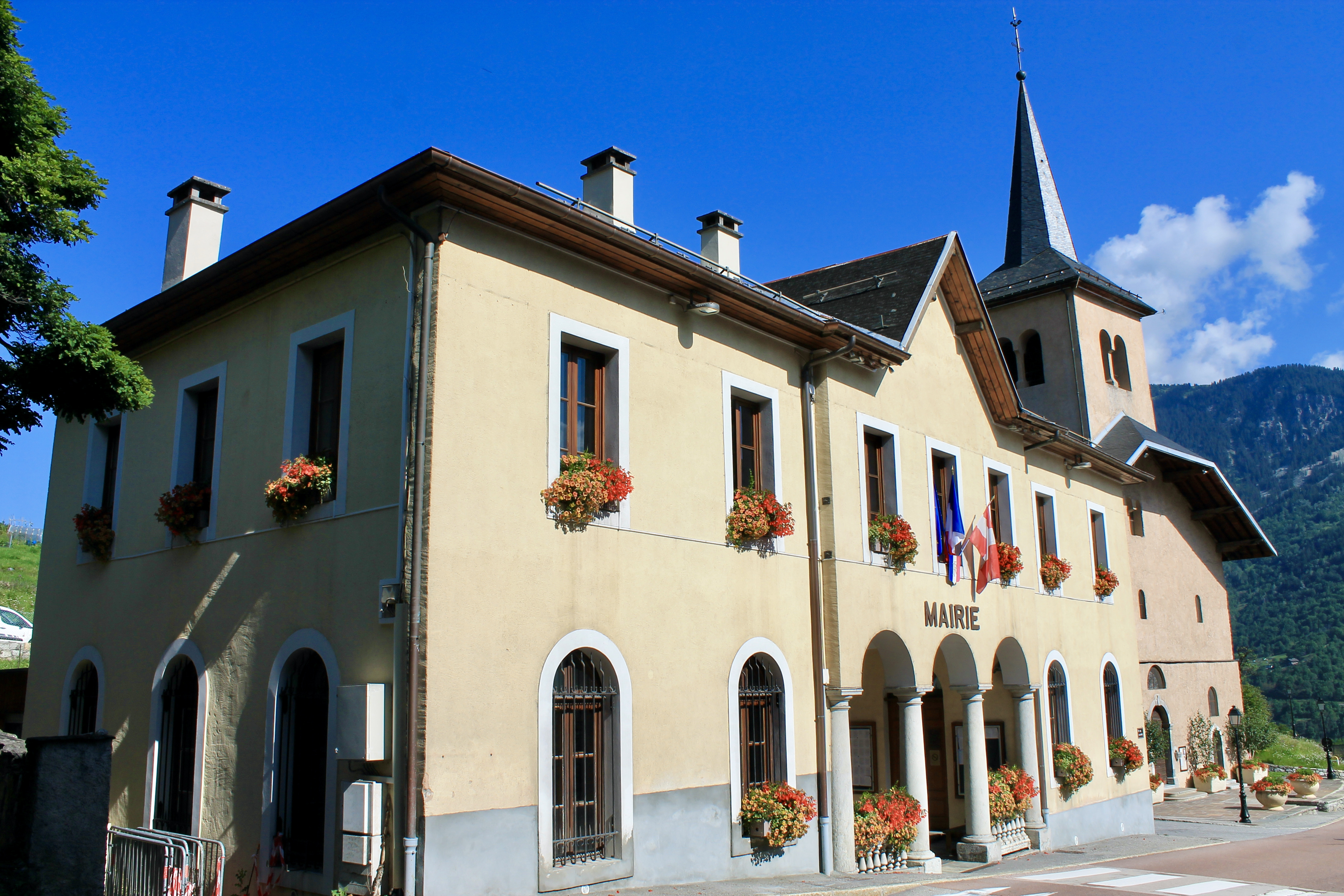
Mairie de Courchevel, à Saint-Bon-Tarentaise.

Le siège de la commune se trouve au village de Saint-Bon-Tarentaise. Chacune des communes est une commune déléguée disposant d'un maire délégué.
Le conseil municipal est formé par l'ensemble des conseillers municipaux des deux anciennes communes jusqu'aux prochaines élections municipales en 2020.

### Communes déléguées
| Nom                  | Code Insee | Code postal | Superficie (km2) | Population (dernière pop. légale) | Densité (hab./km2) | Modifier                                    |
| -------------------- | ---------- | ----------- | ---------------- | --------------------------------- | ------------------ | ------------------------------------------- |
| Saint-Bon-Tarentaise | 73227      | 73120       | 58,94            | 1 910 (2014)                      | 32                 | modifier les données · modifier les données |
| La Perrière          | 73198      | 73120 73600 | 9,96             | 460 (2014)                        | 46                 | modifier les données · modifier les données |

### Liste des maires
| Période        | Période        | Identité                  | Étiquette | Qualité |
| -------------- | -------------- | ------------------------- | --------- | --- |
| 9 janvier 2017 | 3 juillet 2020 | Philippe Mugnier (1959- ) | LR        | Agriculteur Maire de Saint-Bon-Tarentaise (2014 → 2016) 2e vice-président de la CC Val Vanoise (2014 → 2020) |
| 3 juillet 2020 | En cours       | Jean-Yves Pachod (1957- ) | SE        | Moniteur de ski, ancien adjoint au maire (2008 → 2014) 1er vice-président de la CC Val Vanoise (2020 → )     |

## Population et société

### Démographie
L'évolution du nombre d'habitants est connue à travers les recensements de la population effectués dans la commune depuis sa création.

En 2022, la commune comptait 2 295 habitants, en évolution de −2,96 % par rapport à 2016 (Savoie : +3,63 %, France hors Mayotte : +2,11 %).
| 2015  | 2020  | 2022  |
| ----- | ----- | ----- |
| 2 370 | 2 358 | 2 295 |

## Économie

### Tourisme
La commune possède les stations de sports d'hiver de Courchevel et La Tania, appartenant au grand domaine skiable des Trois Vallées.

## Culture locale et patrimoine
Il convient de se reporter aux articles consacrés aux anciennes communes fusionnées.

### Héraldique
| Blason de Courchevel | Blason  | Mi-parti d'or à l'aigle bicéphale d'azur, parti de gueules à la croix d'argent (de Savoie) ; le tout sommé d'un chef de gueules soutenu d'argent.                |
| Blason de Courchevel | Détails | La commune est officiellement née le 1er janvier 2017 , de la fusion de Saint-Bon-Tarentaise et de La Perrière. Le statut officiel du blason reste à déterminer. |